# Moviment Weiquan
El moviment Weiquan (xinès tradicional: 維權運動, xinès simplificat: 维权运动, pinyin: Wéiquán Yùndòng, literalment 'moviment defenent drets') és un grup no centralitzat d'advocats, experts legals i intel·lectuals en la Xina que busquen protegir i defendre els drets civils de la ciutadania a través de litigis i l'activisme legal. El moviment, que va començar en la dècada de 2000, ha organitzat manifestacions, ha buscat reformes a través del sistema judicial i els mitjans de comunicació, ha defensat a les víctimes dels abusos de drets humans, i ha escrit cartes d'apel·lació, tot i l'oposició del govern. Entre les figures més prominents del moviment Weiquan estan Hu Jia, Gao Zhisheng, i Chen Guangcheng.

## Advocats del Weiquan
Des de la dècada de 1980, quan el lideratge de la Xina va esdevenir conscient de la importància del sistema legal i l'advocacia, per impulsar el desenvolupament econòmic, la formació d'advocats augmentà dramàticament. De 1986 a 1992, el nombre d'advocats al país, més del doble entre 21.500 i 45.000, i al voltant 2008 havia arribat a 143.000.
La proporció d'advocats Weiquan és molt petita, en relació al nombre de professionals del dret a la Xina. El nombre d'advocats actius centrats en qüestions de drets civils ha estat estimat per l'erudit legal Teng Biao amb el nombre de "només unes poques dotzenes". A la Xina. Els advocats s'enfronten molts obstacles personals i professionals, i donar suport legal al Weiquan exigeix un compromís important per la seva causa. D'acord amb Fu i Cullen ", els advocats Weiquan actuen principalment per compromís, no a causa de les preocupacions econòmiques. Accepten casos weiquan per perseguir la seva causa, i en general no cobren honoraris d'advocats.”